# Höga kusten
Höga kusten (doslova „Vysoké pobřeží“) je název pobřeží na švédské straně Botnického zálivu. Zasahuje na území obcí Kramfors, Härnösand a Örnsköldsvik v kraji Västernorrland. Celá tato oblast je unikátní, jelikož zde od poslední doby ledové pomalu probíhá tzv. postglaciální vzestup (vzestup půdních mas, které byly dříve stlačeny obrovskou vahou ledu během doby ledové), při kterém celé území vystoupalo o více než 280 m, což má silný vliv na celou krajinu. V roce 2000 pak bylo rozhodnuto zařadit celou oblast ke světovému přírodnímu dědictví. V roce 2006 byla pod ochranu UNESCO doplněna i finská strana Botnického zálivu - Kvarken. Celková rozloha švédsko-finské přírodní památky UNESCO je 3369 km² (z toho 1425 km² Höga kusten a 1944 km² Kvarken).

## Turistika
Územím vede 129 km dlouhá pěší dálková turistická trasa Höga kustenleden, začíná u mostu Högakustenbron a končí ve městě Örnsköldsvik.

## Fotogalerie

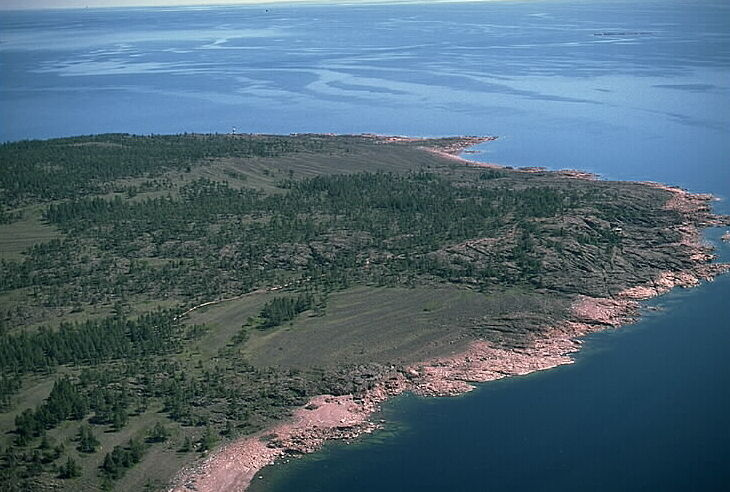
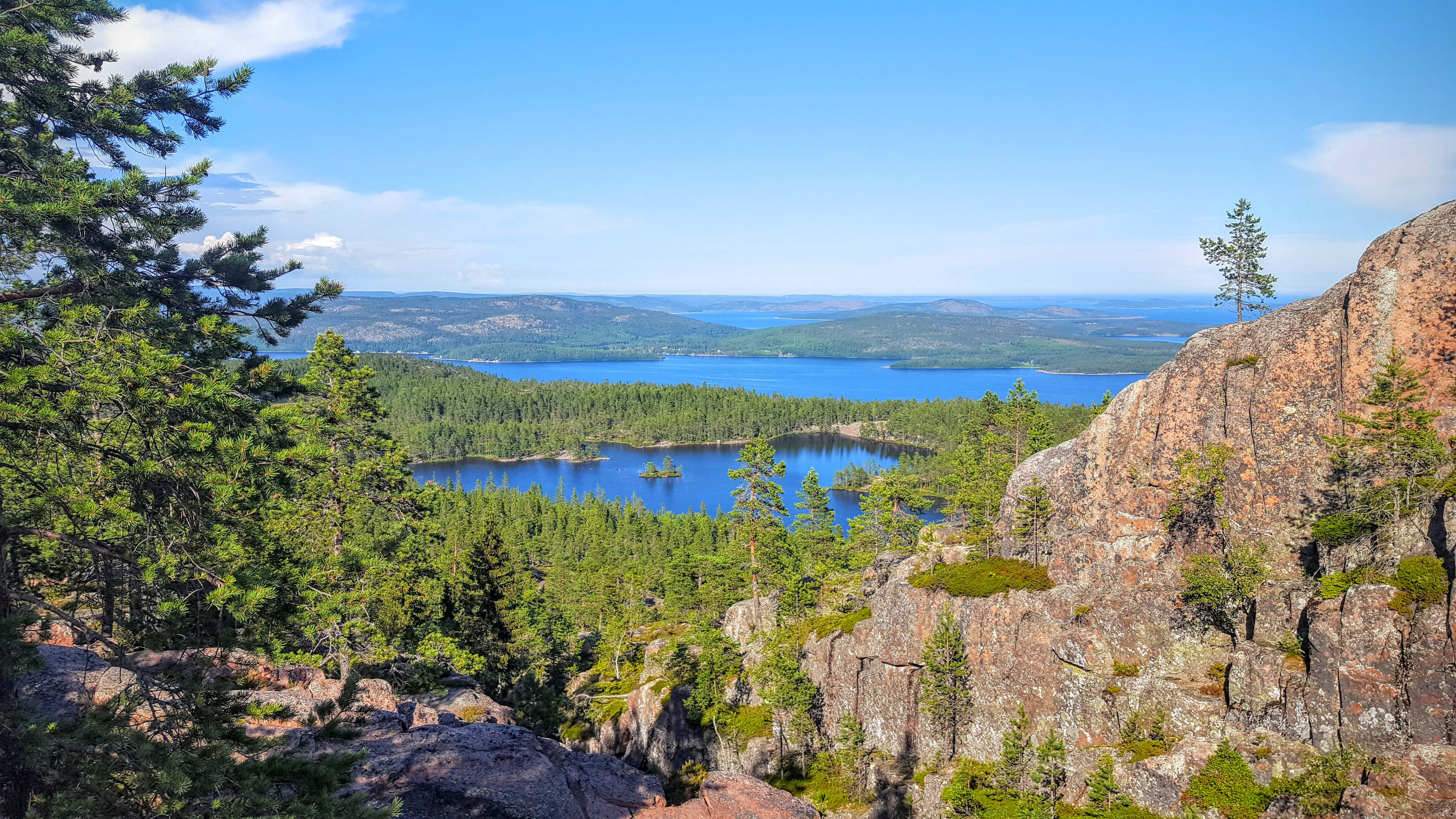
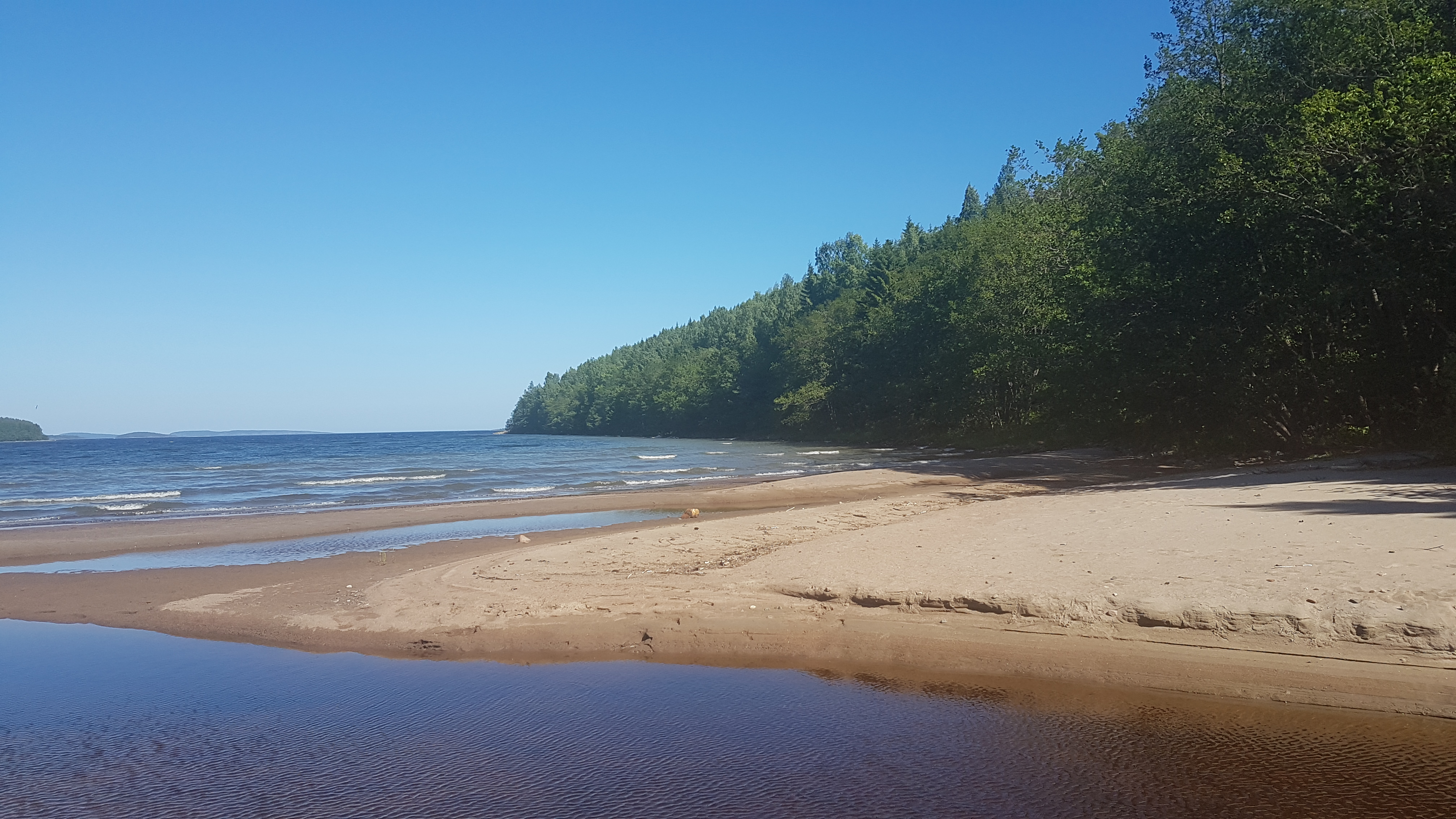
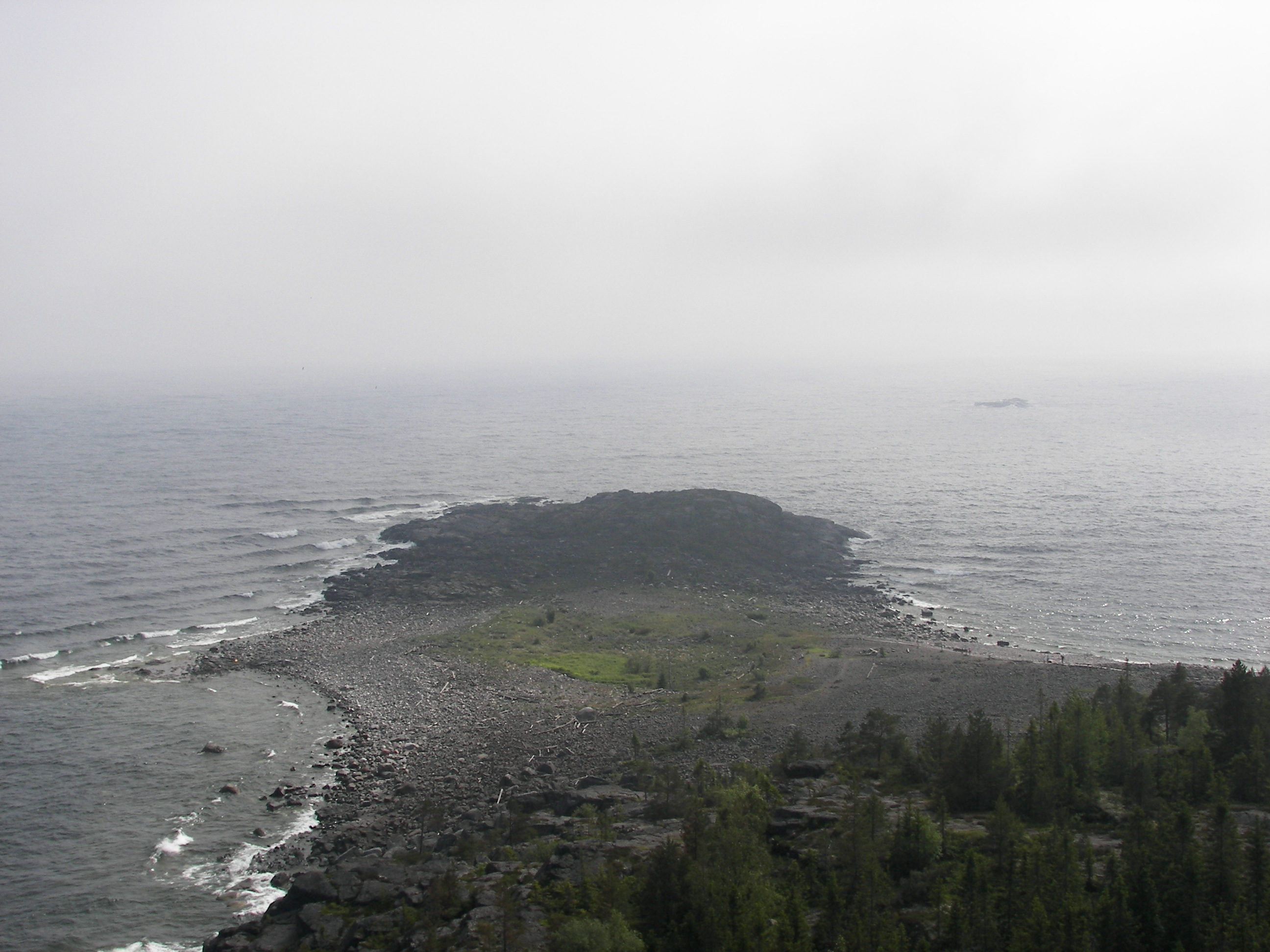